# János Takács (Tischtennisspieler)

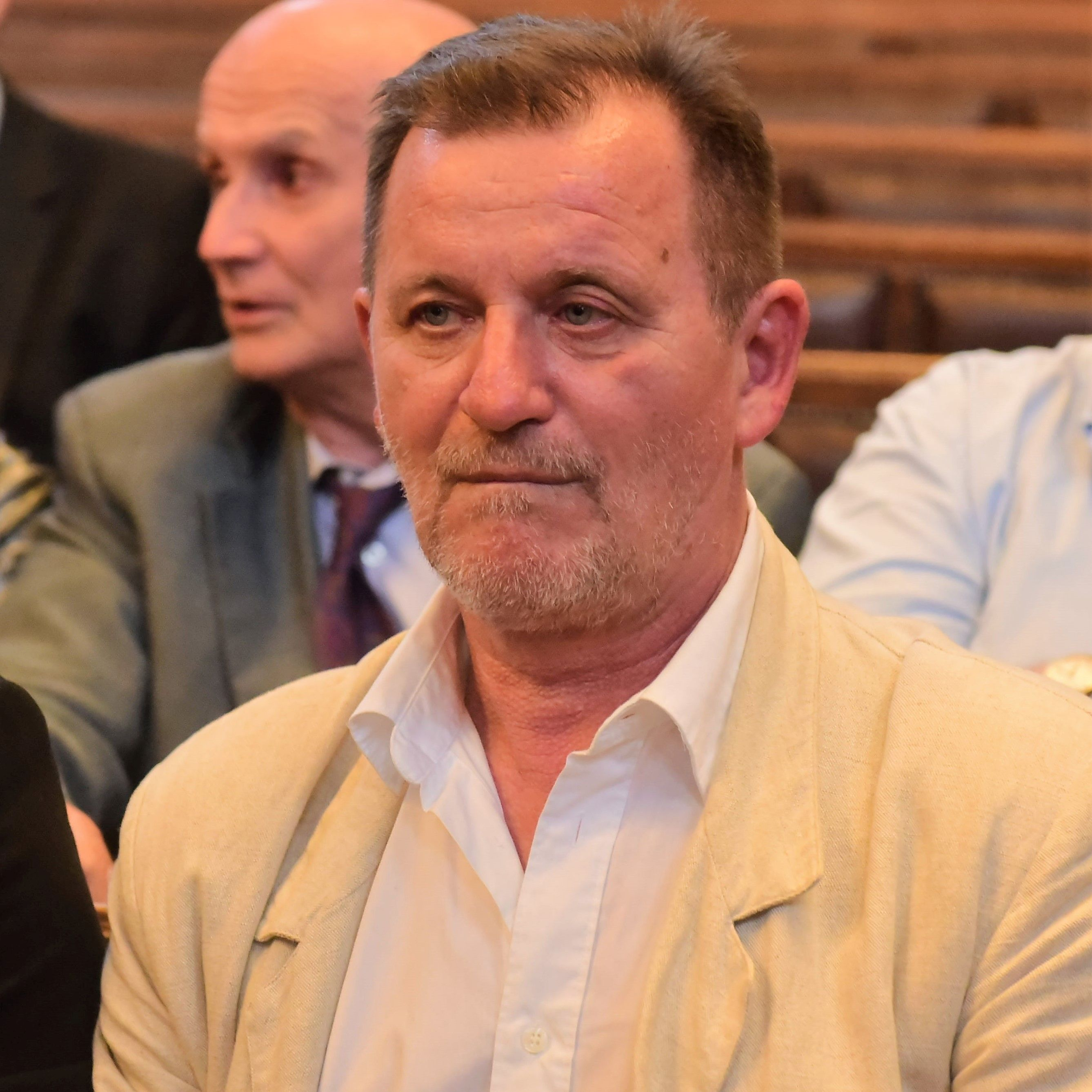
János Takács, 2019

János Takács [ˈjaːnoʃ ˈtɒkaːtʃ] (* 5. Dezember 1954 in Budapest) ist ein ehemaliger ungarischer Tischtennisspieler.

## Leben
Takács wurde 1979 mit der ungarischen Mannschaft, zu der auch Gábor Gergely, István Jónyer, Tibor Klampár und Tibor Kreisz gehörten, in Pjöngjang Weltmeister. Er nahm noch an der Weltmeisterschaft 1985 sowie an den Europameisterschaften 1978 und 1980 teil.
Takács spielte zunächst Fußball, entschied sich aber schließlich für den Tischtennissport. Trainiert wurde er anfangs von Zoltán Berczik. Nach zwanzig Jahren bei VSC Budapest – in dieser Zeit wurde er achtmal ungarischer Meister – ging Takács 1986 in die deutsche Bundesliga, wo er ein Jahr lang für die Spvg Steinhagen spielte. 1987 wechselte er zum ATSV Saarbrücken, mit dem er 1989 deutscher Mannschaftsmeister wurde. Weitere Stationen waren TTC Frickenhausen (1990, 2. Bundesliga), Spvg. Ludwigsburg und TSV Elektronik Gornsdorf (1993), FC Neureut, Genf (ab 2000).
2007 startete er für die Schweiz, wo er mit dem Verein CTT Carouge in der NLC-Klasse spielt, bei der Senioren-Europameisterschaft und gewann die Goldmedaille im Einzel O50.
Sein Bruder Jenő Takács ist ebenfalls Tischtennisspieler.

## Turnierergebnisse
| Verband | Veranstaltung       | Jahr | Ort          | Land | Einzel    | Doppel        | Mixed        | Team |
| ------- | ------------------- | ---- | ------------ | ---- | --------- | ------------- | ------------ | ---- |
| HUN     | Europameisterschaft | 1980 | Bern         | SUI  |           | Viertelfinale |              |      |
| HUN     | Europameisterschaft | 1978 | Duisburg     | FRG  | letzte 16 |               |              |      |
| HUN     | EURO-TOP12          | 1980 | München      | FRG  | 10        |               |              |      |
| HUN     | EURO-TOP12          | 1979 | Kristianstad | SWE  | 8         |               |              |      |
| HUN     | Weltmeisterschaft   | 1985 | Göteborg     | SWE  | letzte 32 | Qual          | keine Teiln. | 13   |
| HUN     | Weltmeisterschaft   | 1979 | Pyongyang    | PRK  | letzte 32 | letzte 32     | letzte 32    | 1    |